# Higashiagatsuma
Higashiagatsuma (東吾妻町, Higashiagatsuma-machi) est un bourg du district d'Agatsuma, dans la préfecture de Gunma, au Japon.

## Géographie

### Démographie
Au 1er janvier 2014, la population de Higashiagatsuma s'élevait à 14 774 habitants répartis sur une superficie de 253,65 km2.

## Histoire
La création de Higashiagatsuma date de 2006, résultat de la fusion des bourgs d'Agatsuma et d'Azuma.